# Euophrys gibberula
Euophrys gibberula är en spindelart som beskrevs av Koch C.L., Berendt 1854. Euophrys gibberula ingår i släktet Euophrys och familjen hoppspindlar. Inga underarter finns listade i Catalogue of Life.